# Mats Åkerblom
Mats Gustaf Vilhelm Åkerblom, född 17 mars 1925 i Örebro, död 7 maj 2005 i Malmö, var en svensk byggnadsingenjör, målare och skulptör.
Efter utbildning till byggnadsingenjör etablerade han företaget Byggkonsult i Enköping. Vid sidan av sitt arbete var han verksam som autodidakt konstnär. Tillsammans med Lisette Schenström ställde han ut i Ludvika 1964 och separat ställde han ut på Skolkloster 1966 för övrigt medverkade han i olika samlingsutställningar med lokala konstföreningar. Bland hans offentliga arbeten märks ett par smidesgrindar för Nya kyrkogården i Enköping. Hans konst består av skulpturer utförda av svetsat järn i aggressivt vinklade konstruktioner samt nonfigurativt måleri.  